# Farol de D. Maria Pia
O farol de D. Maria Pia, também conhecido por farol da ponta Temerosa ou farol da Praia é um farol cabo-verdiano que se localiza na Ponta Temerosa, no lado Oeste da entrada do porto da Praia, capital de Cabo Verde. Situa-se na freguesia de Nossa Senhora da Graça, a cerca de 3,5 Km SSE da cidade, na Ilha de Santiago.
Torre octogonal em alvenaria, com lanterna e galeria, com edíficio térreo anexo. Toda a estrutura pintada de branco, com a cúpula da lanterna cinzenta.

## Informações
- Uso actual: Ajuda activa à navegação
- Acesso: R. do Mar
- Aberto ao público: Local aberto, torre fechada
- Outras designações: Farol da Ponta Temerosa, Farol da Praia, Farol da Ilha de Santiago lado SE